# Bacharach (Alemania)
Bacharach (también conocido como Bacharach am Rhein) en el distrito de Maguncia-Bingen, en el Estado Federado de Renania-Palatinado, en Alemania. El nombre original de Baccaracus apunta principios celtas.
El pueblo está situado en el Valle Superior del Medio Rin, a 48 km al sur de Coblenza.

## Transporte
Bacharach se encuentra en el flanco izquierdo del río Rin, y se puede llegar a ella por la carretera federal (Bundesstraße) 9, o bien a través del río. En la localidad paran regularmente los barcos de la compañía Köln-Düsseldorfer-Rheinschiffahrt (abreviado KD), que recorren el Rin entre otros ríos.
Se pueden tomar otras rutas de transporte desde el otro lado del río.
Bacharach pertenece a la asociación local de transporte Rhein-Nahe-Nahverkehrsverbund y tiene una estación de la línea férrea del oeste del Rin, servida por trenes regionales a las siguientes ciudades: Coblenza—Boppard—Bacharach—Bingen am Rhein—Maguncia.

## Ciudadanos famosos
- Gerhard von Kügelgen, pintor.
- Karl von Kügelgen, pintor de la corte rusa.
- Hans Meinhard von Schönberg.

## Ciudades hermanadas
- Overijse, Bélgica.
- Santenay (Côte-d'Or), Francia.

## Galería

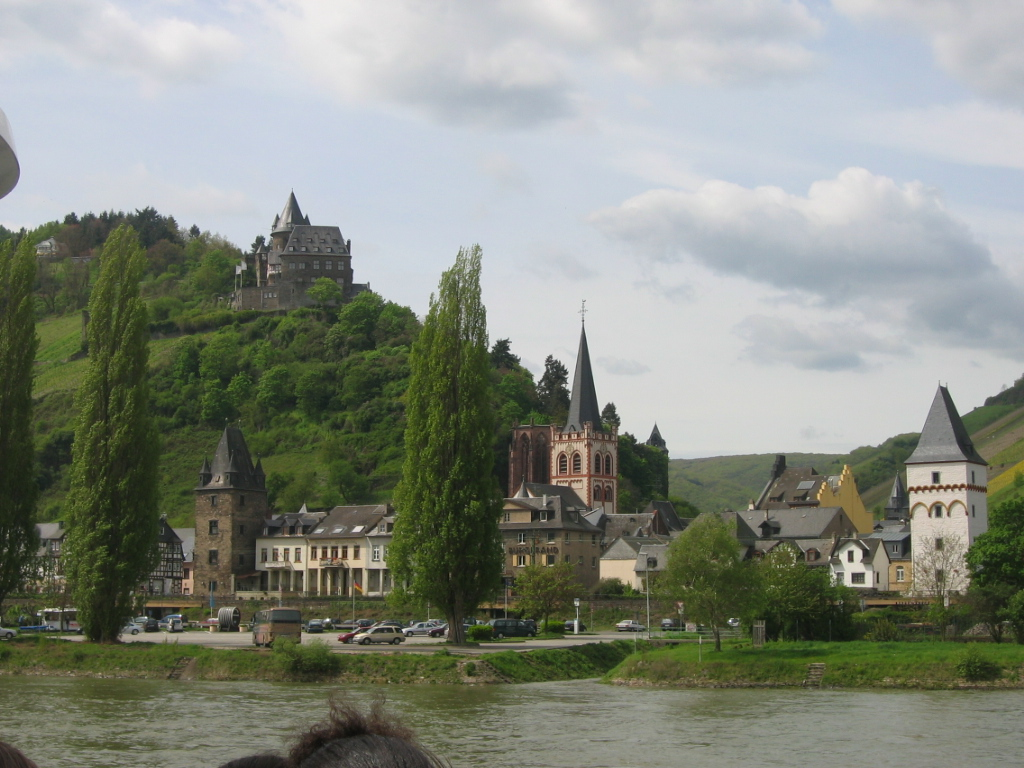
Bacharach
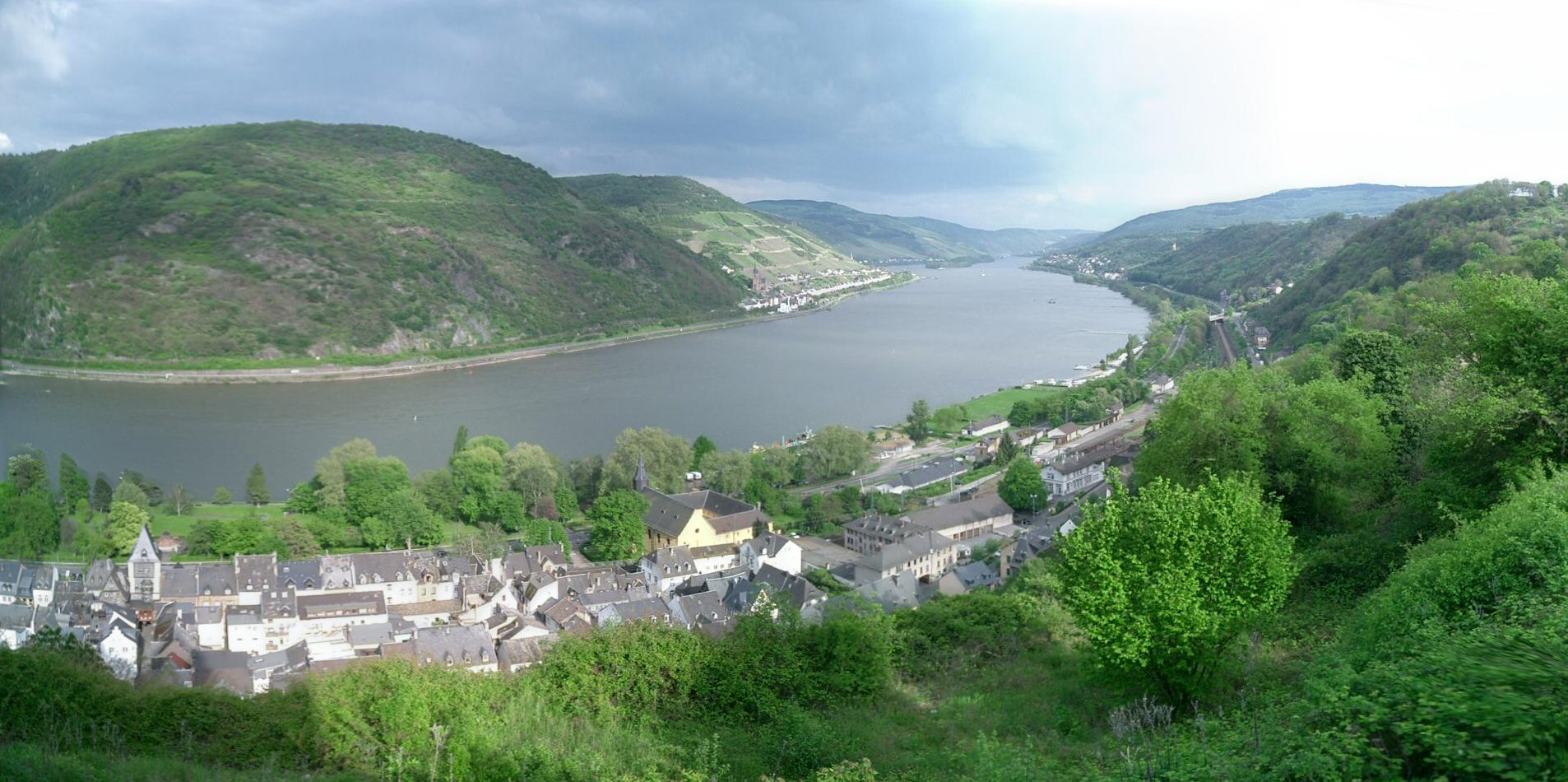
Vista del Rin desde el Castillo de Stahleck
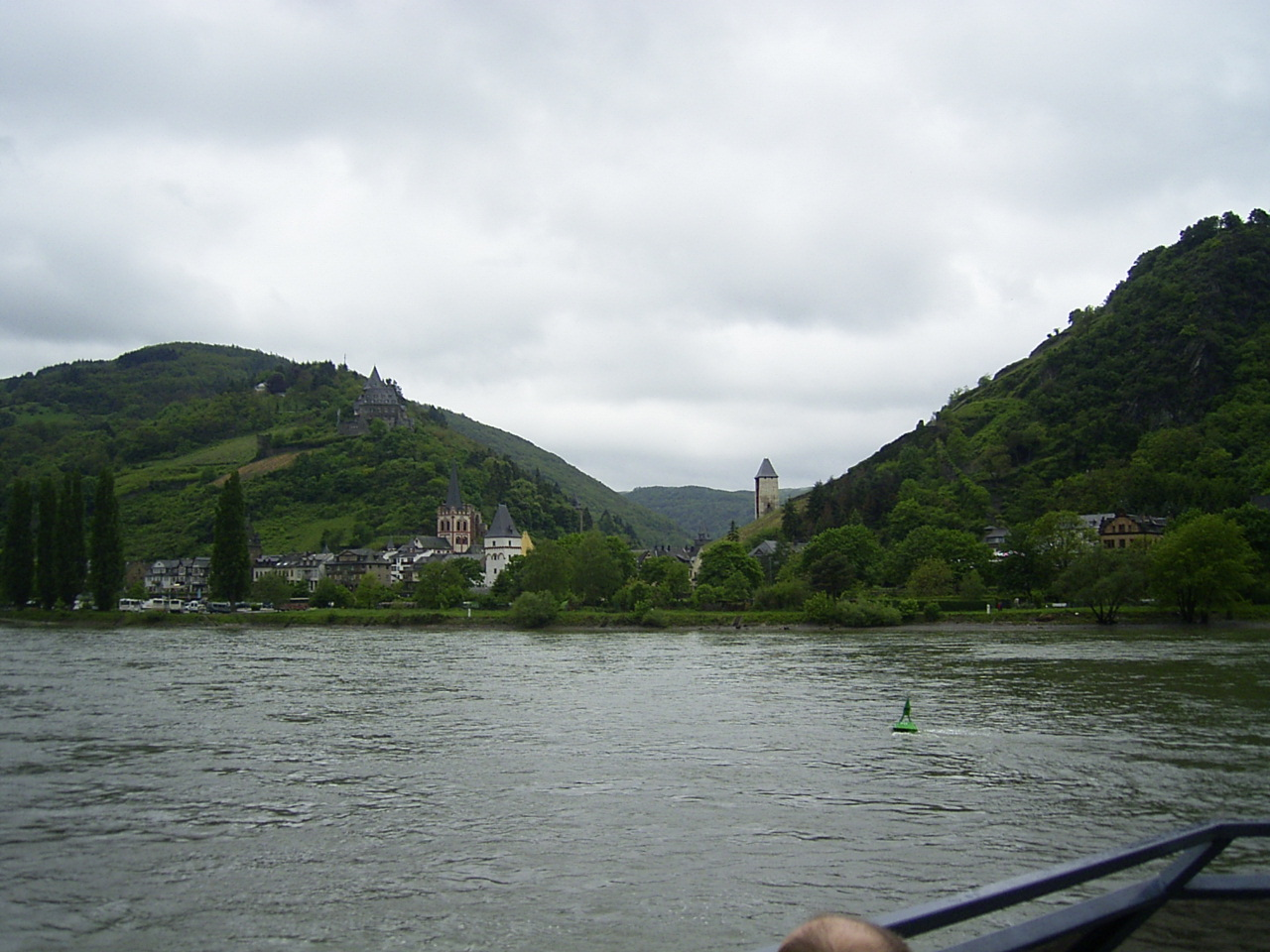
Bacharach con el Castillo de Stahleck
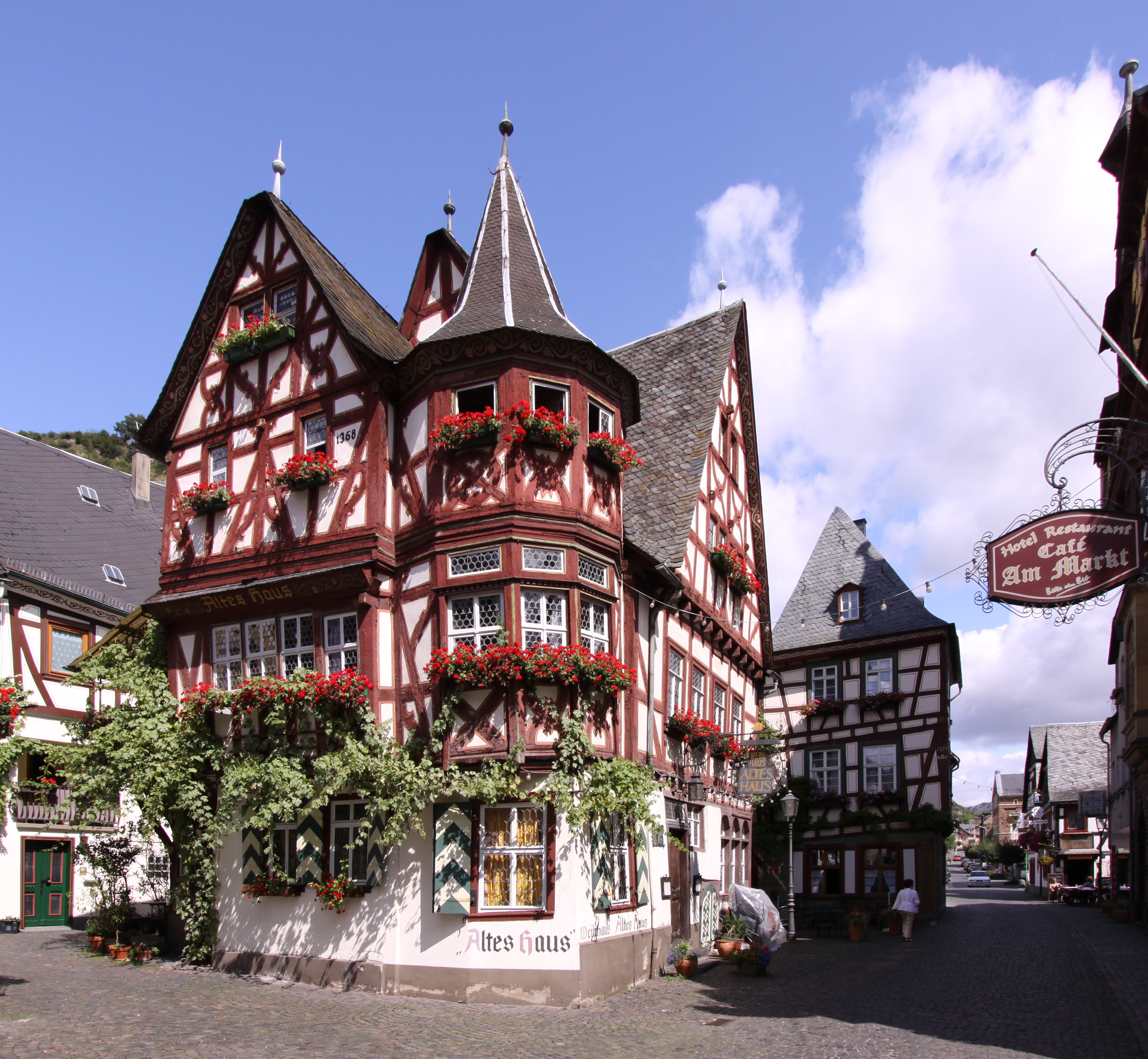
Posada Altes Haus
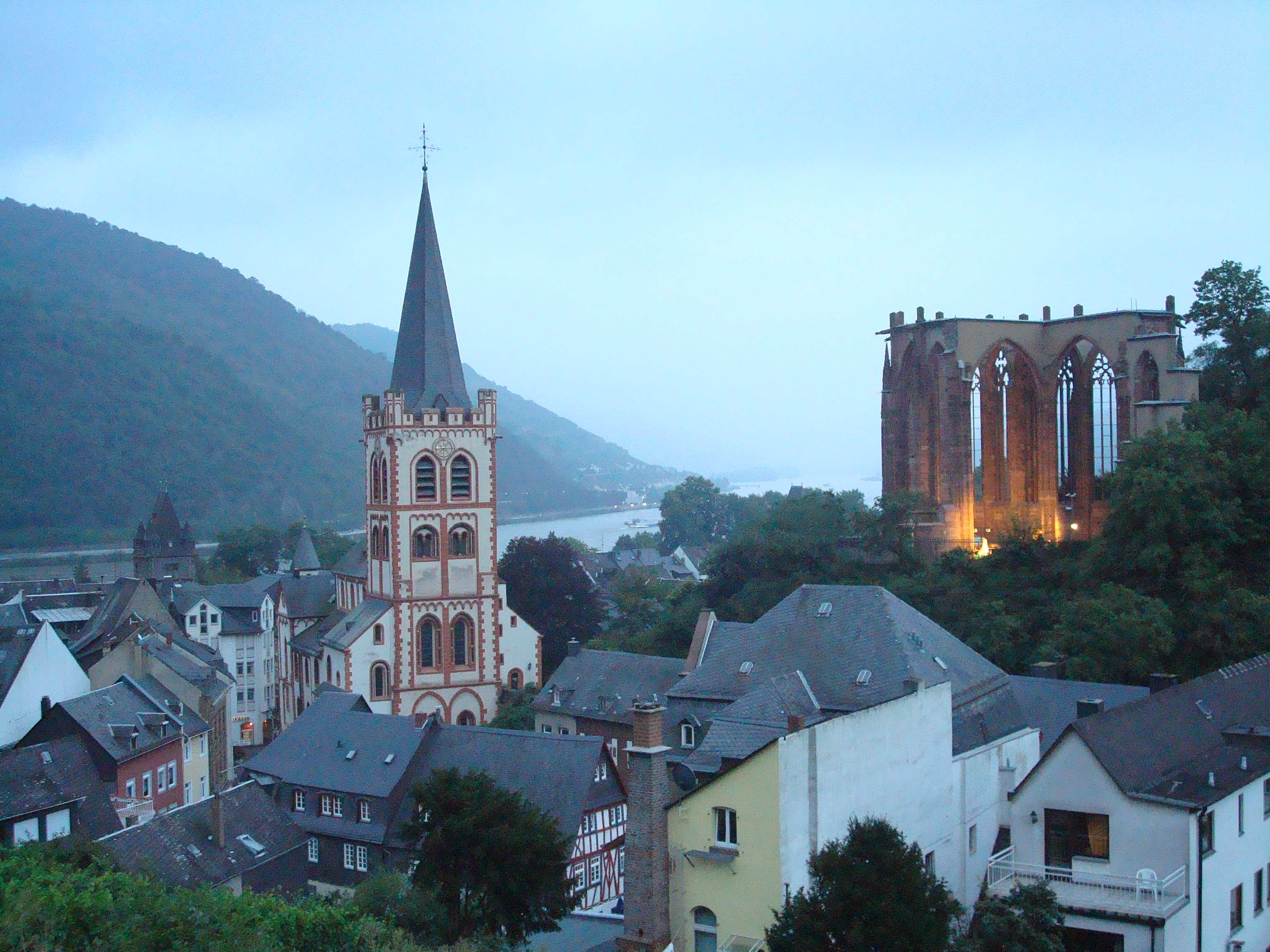
Vista del pueblo con la iglesia de San Pedro
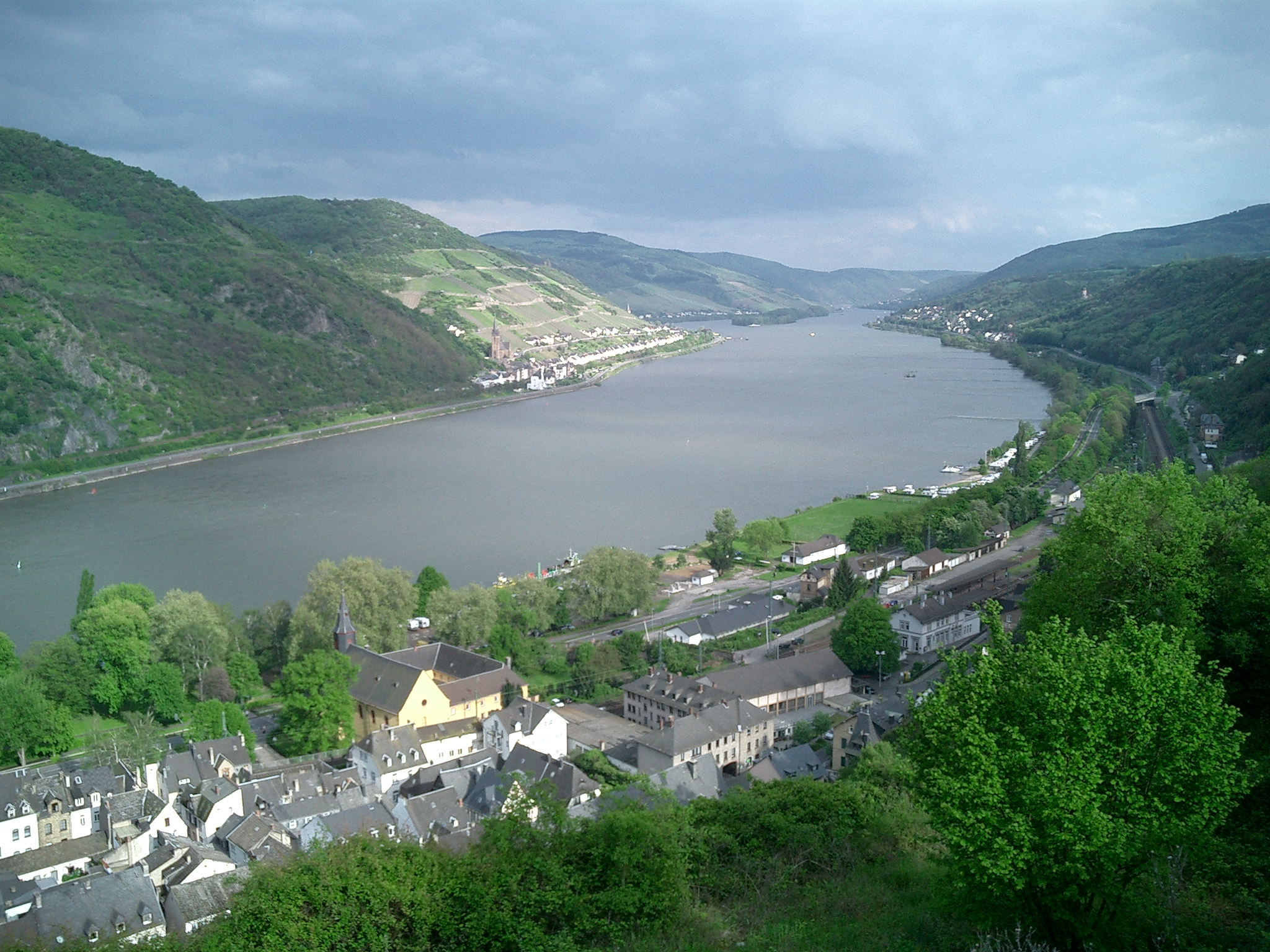
Vista del Rin
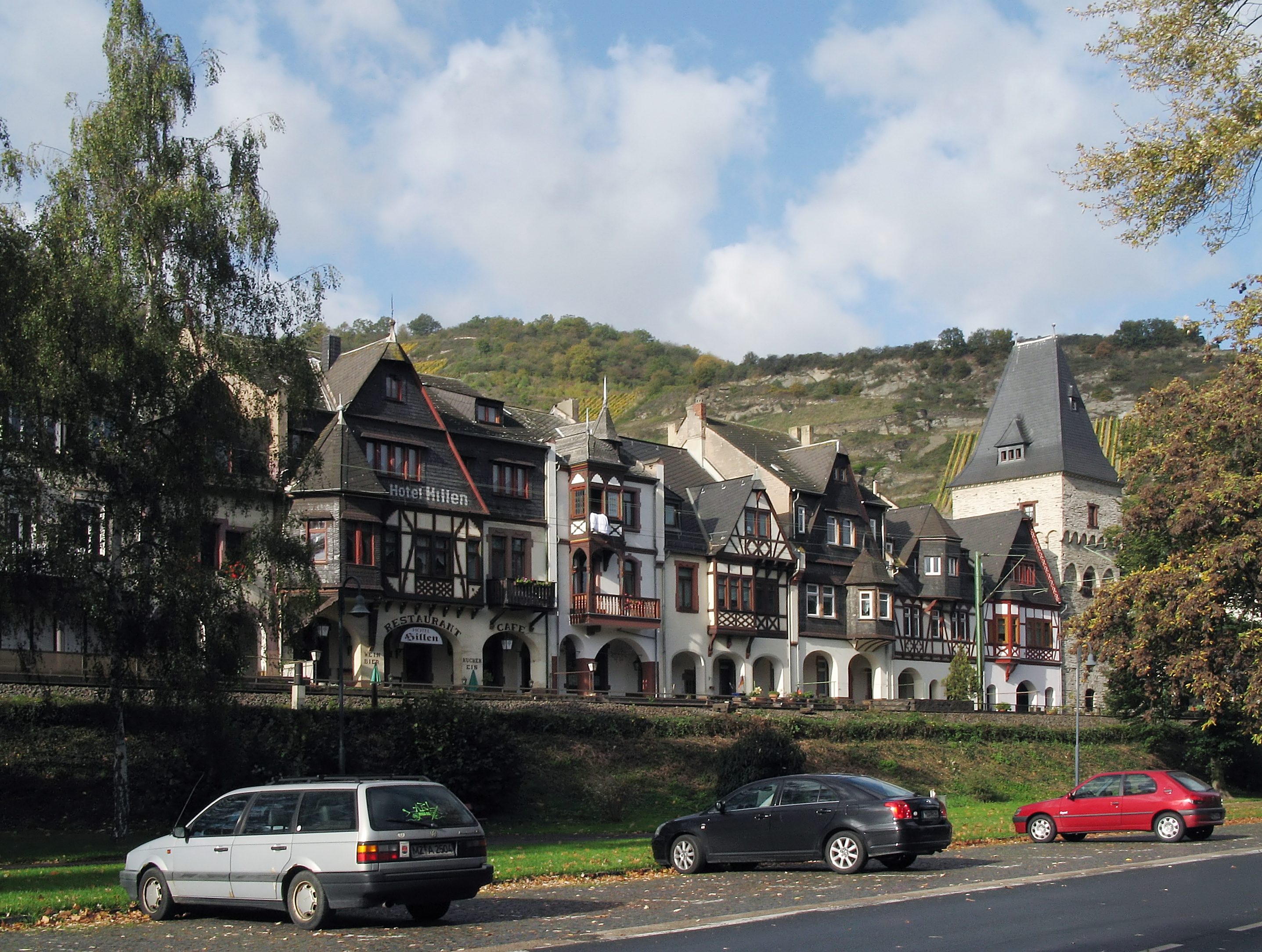
Casas del pueblo vistas desde la orilla del Rin
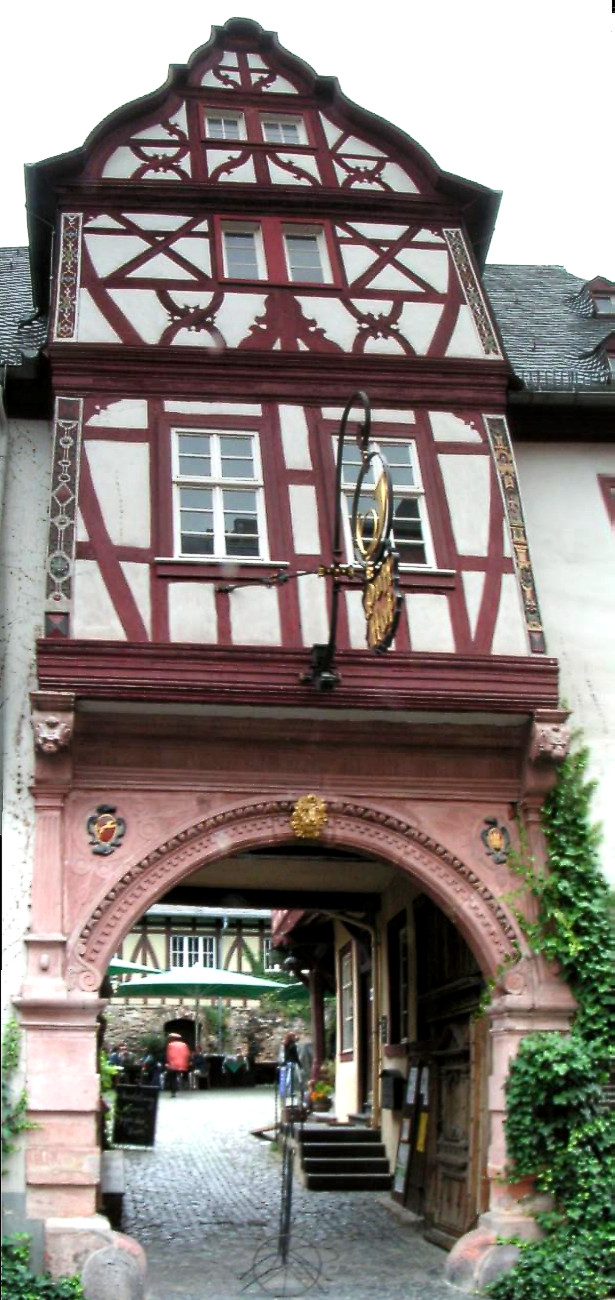
Antigua casa de correos